# John Ore
John Ore (né le 17 décembre 1933, mort le 22 août 2014) est un contrebassiste de jazz américain.
Après des études à la Juilliard School il joue avec Lester Young, Coleman Hawkins ou Ben Webster. Mais sa période la plus connue est celle qu'il passe avec le quartet de Thelonious Monk de 1960 à 1963, laissant son empreinte sur des albums comme Monk's Dream ou Criss Cross.

## Discographie
- Avec Elmo Hope
  - Meditations (Prestige, 1955)
  - Hope Meets Foster (Prestige, 1956)
  - Last Sessions (Inner City, 1977)
  - Elmo Hope Trio (RCA, 1978)
  - The Final Sessions (Evidence, 1996)
- Avec Hank Mobley
  - No Room for Squares (Blue Note, 1964)
  - Straight No Filter (Blue Note, 1986)
- Avec Thelonious Monk
  - Thelonious Monk at the Blackhawk (Riverside, 1960)
  - Thelonious Monk in Italy (Riverside, 1963)
  - Monk's Dream (Columbia, 1963)
  - Criss Cross (Columbia, 1963)
  - Thelonious Monk in Europe Vol. 1 (Riverside, 1963)
  - Thelonious Monk in Europe Vol. 2 (Riverside, 1964)
  - Thelonious Monk in Europe Vol. 3 (Riverside, 1964)
  - Monk in France (Riverside, 1965)
  - Two Hours with Thelonious (Riverside, 1969)
  - In Person (Milestone, 1976)
  - Always Know (Columbia, 1979)
  - April in Paris/Live (Milestone, 1981)
  - The Thelonious Monk Memorial Album (Milestone, 1982)
  - Evidence (Milestone, 1983)
  - Blues Five Spot (Milestone, 1984)
  - European Tour (Denon/LRC, 1985)
  - Live! at the Village Gate (Xanadu, 1985)
  - The First European Concert '61 (Magnetic, 1988)
  - Live at Monterey Jazz Festival 1963 Volume 1 (Jazz Unlimited 1993)
- Avec Cecil Payne
  - Cerupa (Delmark, 1995)
  - Scotch and Milk (Delmark, 1997)
- Avec Bud Powell
  - The Return of Bud Powell (Roulette, 1964)
  - Simply Amazing!! (Accord, 1982)
  - Bud Powell Vol. 2 (Jazz Reactivation, 1983)
- Avec Sun Ra
  - Art Forms of Dimensions Tomorrow (El Saturn, 1965)
  - Just Friends (El Saturn, 1983)
  - Blue Delight (A&M, 1989)
  - Purple Night (A&M, 1990)
  - Cosmic Tones for Mental Therapy/Art Forms of Dimensions Tomorrow (Evidence, 1992)
  - At the Village Vanguard (Rounder, 1993)
  - Friendly Galaxy (Leo, 1993)
  - Pleiades (Leo, 1993)
  - Somewhere Else (Rounder, 1993)
- Avec Freddie Redd
  - Introducing Freddie Redd (Prestige, 1955)
  - Freddie Redd in Sweden (Baybride, 1973)
- Avec Charles Tyler
  - Saga of the Outlaws (Nessa, 1978)
  - Folk and Mystery Stories (Sonet, 1980)
- Avec Lester Young
  - It Don't Mean a Thing (If It Ain't Got That Swing) (Verve, 1957)
  - Mean to Me (Verve, 1980)
- Avec d'autres
  - Eric Alexander, Up, Over & Out (Delmark, 1995)
  - Billy Bang with Sun Ra, John Ore, Andrew Cyrille, A Tribute to Stuff Smith (Soul Note, 1993)
  - Earl Hines and Marva Josie, Jazz Is His Old Lady...and My Old Man (Catalyst, 1977)
  - Steve Lacy, The Straight Horn of Steve Lacy (Candid, 1962)
  - Freddie Redd/Hampton Hawes, Piano: East/West (Prestige, 1956)